# Saint-Ferréol-des-Côtes
Saint-Ferréol-des-Côtes ist eine französische Gemeinde mit 549 Einwohnern (Stand 1. Januar 2022) im Département Puy-de-Dôme in der Region Auvergne-Rhône-Alpes. Sie gehört zum Arrondissement Ambert und zum Kanton Ambert.

## Geographie
Saint-Ferréol-des-Côtes liegt etwa 50 Kilometer südöstlich von Clermont-Ferrand und 25 Kilometer westlich von Montbrison im Regionalen Naturpark Livradois-Forez, an der Grenze zum benachbarten Département Loire. Umgeben wird Saint-Ferréol-des-Côtes von den Nachbargemeinden Ambert im Norden und Osten, Marsac-en-Livradois im Süden und Südosten, Champétières im Süden und Südwesten sowie Le Monestier im Westen und Nordwesten.

## Bevölkerungsentwicklung
| Jahr                       | 1962 | 1968 | 1975 | 1982 | 1990 | 1999 | 2006 | 2013 |
| Einwohner                  | 512  | 448  | 380  | 474  | 540  | 575  | 543  | 537  |
| Quellen: Cassini und INSEE |      |      |      |      |      |      |      |      |